# Børnekonventionen
FN's Konvention om Barnets Rettigheder (populært kaldet Børnekonventionen) er en konvention udarbejdet af FN. Den handler om beskyttelse af børn og deres rettigheder, og den blev vedtaget 20. november 1989 på FN's generalforsamling. Traktaten definerer en række grundlæggende rettigheder, der gælder for et hvert barn. Traktaten forpligter ratificerende stater til at arbejde for at sikre de samme basale rettigheder for alle børn – uanset etnisk baggrund, religion, handikap, social status o.a. Børn er i denne sammenhæng defineret som enhver under 18 år.

## Aftalens oprindelse
Idegrundlaget stammer fra Henryk Goldszmit, se artikel.

## De tilsluttede lande
Foreløbigt er traktaten underskrevet og ratificeret af 196 nationer – kun et enkelt har endnu ikke ratificeret traktaten: USA (2020). I USAs tilfælde er der problemer i forhold til deres holdning til strafferetslige tiltag mod børn og børns inddragen i militære aktiviteter.[kilde mangler]
Selvom landene har skrevet under på at overholde konventionen, er det ikke sikkert de kan, selvom de gerne vil. Et land kan være så fattigt, at det fx ikke har råd til at sørge for mad og skolegang til alle børn.

## Grundlæggende indhold
Børnekonventionen er en international aftale, som kræver ratificering af de enkelte lande, dvs. gennemførelse af en egentlig national lovgivning på området, før konventionens intentioner kan siges at være gennemført. Konventionen opdeler børns rettigheder i fire hovedgrupper: 
- Grundlæggende rettigheder, herunder til mad, bolig og sundhed.
- Rettigheder til udvikling, herunder til skolegang, uddannelse, leg, fritid og information.
- Rettigheder til beskyttelse mod krig, vold, narkotika og seksuel udnyttelse.
- Rettigheder til medbestemmelse, herunder ytringsfrihed, indflydelse, selvstændig deltagelse, medbestemmelse og selvbestemmelse.

Her ud over omfatter traktaten en forpligtelse af den underskrivende stat til at sikre udbredelse af kendskabet til konventionen. Overordnet gælder til alle tider reglen om at barnets tarv – bedste interesse – går forud for alle paragraffer.